# Louis Aliot
Louis Aliot (4 de setembro de 1969) é um político francês, advogado de profissão e ex-vice-presidente do Rassemblement National  Foi membro do Escritório Executivo, Comitê Executivo e Comitê Central do RN, Aliot é conselheiro regional desde 1998 ( Midi-Pyrénées: 1998–2010, Languedoc-Roussillon: 2010 até ao presente) e conselheiro municipal de Perpignan (2008–2009). Atualmente, desempenha as funções de presidente da câmara de Perpignan desde 3 de julho de 2020.

## Percurso político
Nasceu em Toulouse, Haute-Garonne, numa família de etnia francesa e argelina judaica, que residia na Argélia (Pied-noir). Nas eleições regionais francesas de 1998, foi eleito conselheiro regional de Midi-Pyrénées e representou o departamento de Haute-Garonne durante seis anos.
Tornou-se um colaborador próximo do líder da Frente Nacional, Jean-Marie Le Pen, e desempenhou um papel ativo na campanha eleitoral de Le Pen em 2002. Foi enviado a Perpignan para relançar a federação do partido que se encontrava dividida e enfraquecida.
Nas eleições regionais de 2004, liderou a lista do FN no Midi-Pyrénées e obteve 11,78% (141.598 votos) na primeira volta e 12,06% (149.417 votos) na segunda, conseguindo eleger oito conselheiros regionais. Foi presidente do grupo FN no conselho regional durante os seis anos de mandato (2004–2010).
Nas eleições municipais de 2008, liderou a lista do FN em Perpignan, obtendo 12,29% na primeira volta (4.543 votos) e 10,42% na segunda (4.368 votos), com dois vereadores eleitos. O seu resultado foi um dos poucos bons resultados para a FN, que sofreu severas perdas em todo o país.
Na pré-eleição municipal de 2009, voltou a liderar a lista do FN, mas perdeu a cadeira municipal na primeira volta (9,42%).  Desde junho de 2009, a FN não se encontrou representada no conselho municipal de Perpignan. Para participar na segunda volta, a lista municipal deve ultrapassar o limite mínimo de 10% dos votos válidos.
Nas eleições europeias de 2009, liderou a lista da FN no distrito eleitoral do sudoeste da França. Alcançando 5,94% (155.806 votos), não conseguiu se eleger como eurodeputado. 
Nas eleições regionais de 2010, encabeçou a lista departamental nos Pirenéus Orientais, enquanto France Jamet liderou a lista regional no Languedoc-Roussillon. Após ter representado por doze anos no conselho regional de Midi-Pyrénées, ele acaba por ser eleito conselheiro regional do Languedoc-Roussillon.
A 14 de março de 2011 Louis Aliot e Mario Borghezio, acompanharam Marine Le Pen durante a sua estada na ilha de Lampedusa. A 15 de março de 2011, eles participaram juntos de uma coletiva de imprensa internacional em Roma.
Nas eleições regionais de 2011, foi candidato da FN no cantão urbano de Perpignan-9. Com 34,61% das pesquisas (1.083 votos), vencendo a primeira volta por ampla margem. Apesar de um aumento de 11,63% (514 votos) na segunda volta, acabou derrotado pelo candidato socialista apoiado pelo UMP.

## Eleições municipais de Perpignan
A 15 de março a sua lista liderou a primeira volta com 35,65% dos votos, bem à frente do presidente de câmara cessante, Jean-Marc Pujol (18,43%).
 

Em junho de 2020, foi relatado que Aliot venceu a eleição para presidente da câmara de Perpignan com 54 por cento dos votos contra 46 por cento do prefeito conservador em exercício, Jean-Marc Pujol. Pela primeira vez o partido de Marine Le Pen, Rassemblement National, conquista uma cidade de mais de 100 mil habitantes.Acabou substituido como deputado na Assembleia Nacional de França, pela sua substituta, Catherine Pujol.